# Huub Beurskens

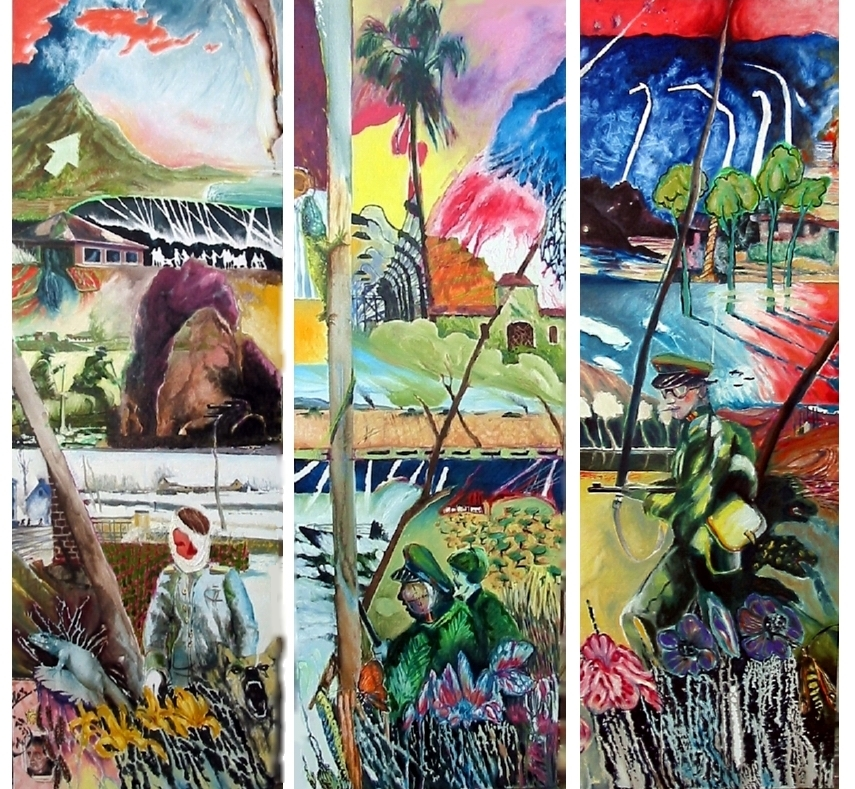
Huub Beurskens, Patrol, olieverf op doek, drie maal 40 x 120 cm, 2009

Hubertus Peter Willem (Huub) Beurskens (Tegelen, 18 februari 1950) is een Nederlandse dichter, schrijver en kunstschilder.

## Biografie
Beurskens is geboren in Tegelen en studeerde, na het Thomascollege in Venlo, aan de Kunstacademie in Tilburg.
Hij debuteerde in 1975 met Blindkap gevolgd door Cirkelgang in 1977. Beurskens was redacteur van de literaire tijdschriften Het Moment (1986-1988) en De Gids. Huub Beurskens is tevens de auteur achter de roman Oorlogskind van Loni Wolf (2009).
Huub Beurskens vertaalde werk van o.a. Georg Trakl, Nelly Sachs en Anne Duden. In het najaar van 2006 verscheen Even dit, een vertaalde bloemlezing van gedichten van William Carlos Williams. In 2008 verscheen zijn integrale vertaling van Gottfried Benn, Statische Gedichte.
De Amerikaanse vertaalster Marjolijn de Jager werkt met een Grant van de National Endowment of the Arts (Verenigde Staten) aan de vertaling van poëzie van Huub Beurskens. Das Verlöbnis (De verloving) werd vertaald door Waltraud Hüsmert, Twenne Verlag, Berlin 1992. Proza in vertaling werd opgenomen in onder meer The Dedalus Book of Dutch Fantasy (ed. and transl. by Richard Huijng, Dedalus Ltd. 1993) en Die Fähre - Moderne niederländische Erzählungen (Herausg. Carel ter Haar, Suhrkamp Verlag 1993). Poëzie werd vertaald in onder meer het Engels, Duits, Frans, Italiaans, Japans, Hongaars, Tsjechisch en Servisch en verscheen in periodieken als Kolo, Quorum, Si scrive en Gendaishi Techo. Huub Beurskens stelde met Wiel Kusters en Benno Barnard een omvangrijke, tweetalige bloemlezing samen uit de poëzie van W.H. Auden: Nee, Plato, nee, Meulenhoff (ISBN 9789029083607), februari 2009. In 2016 verscheen bij Uitgeverij Koppernik zijn vertaling Gedicht aan de duur van het lange gedicht van Peter Handke, in 2017 Morgue en andere gedichten van Gottfried Benn en in 2018 Verzamelde gedichten van Vladimir Nabokov.
In december 2009 verscheen in een eenmalige, gelimiteerde oplage van 200 exemplaren het prozaboek Dieman. In september 2010 zijn bij uitgeverij Meulenhoff gelijktijdig verschenen: Maar waar is het drama?, beschouwingen over beelden kunst, literatuur en cultuur, en Mathieu - een figuur om voor altijd te verdwijnen, een gedicht. Twee jaar later verscheen in februari 2012 de roman De hemelse kamer bij uitgeverij Wereldbibliotheek.
Bij Nieuw Amsterdam verscheen in mei 2013 het Artisbestiarium (i.s.m. Artis) en in september 2013 de poëziebundel Hotel Eden. Bij de Atalanta Pers te Baarn verscheen de bibliofiel uitgegeven gedichtenbundel Hoe deed Han Shan dat dan (met vijf prenten van de dichter, 2014). In april 2013 blies Huub Beurskens het tijdschrift Het Moment als internetmagazine nieuw leven in. Meest recente boekpublicaties bij Uitgeverij Koppernik:Eindeloos eiland (roman, 2017) - op de Shortlist voor de ECI Literatuurprijs -, in 2018 de gedichtenbundel Gedurig nader en de roman Steyler, in 2019 de gedichtenbundel Aapnek tussen de ladyshaves (in eigen beheer), in 2020 de kleine roman De straffeloze.
Beurskens is woonachtig in Amsterdam.

## Prijzen
- 1991 - Herman Gorterprijs voor Hollandse wei en andere gedichten
- 1995 - VSB Poëzieprijs voor Aangod en de afmens
- 1995 - Halewijnprijs, literatuurprijs van de stad Roermond voor zijn gehele oeuvre
- 1996 - Jan Campert-prijs voor Iets zo eenvoudigs
- 2014 - Fritschy-prijs voor Hotel Eden
- 2017 - Nominatie ECI Literatuurprijs voor Eindeloos eiland